# Ягоднинська сільська рада (Альменєвський район)
Я́годнинська сільська рада (рос. Ягоднинский сельский совет) — сільське поселення у складі Альменєвського району Курганської області Росії.
Адміністративний центр — село Ягодне.
25 жовтня 2017 року до складу сільського поселення була включена територія ліквідованих Рибнівської сільської ради (село Рибне, площа 100,54 км2) та Чистівської сільської ради (село Чисте, площа 93,97 км2).
Населення сільського поселення становить 699 осіб (2017; 1024 у 2010, 1612 у 2002).

## Склад
До складу сільського поселення входять:
| Населений пункт     | Населення, осіб (2002) | Населення, осіб (2010) |
| ------------------- | ---------------------- | ---------------------- |
| Вишняково, присілок | 352                    | 203                    |
| Рибне, село         | 333                    | 187                    |
| Солнечна, присілок  | 125                    | 61                     |
| Чисте, село         | 363                    | 299                    |
| Ягодне, село        | 439                    | 274                    |